# Кривень Павло Васильович
Павло Васильович Кривень (23 листопада 1902, село Васильківка Катеринославської губернії, тепер Дніпропетровської області — 11 липня 1965, місто Київ) — український радянський партійний діяч, ректор Київського інституту народного господарства, секретар Київського обкому КП(б)У з пропаганди. Кандидат економічних наук (1939), професор (1960).

## Біографія
Народився в селянській родині. 
У 1924 році закінчив Дніпропетровський педагогічний технікум. Трудову діяльність розпочав у 1924 році вчителем народної школи.
У 1924—1926 роках — служба в Червоній армії. У 1926—1927 роках — вчитель школи.
У 1927—1931 роках — студент соціально-економічного факультету Харківського педагогічного інституту професійної освіти. Член ВКП(б).
Викладав у харківських вузах. У 1930—1932 роках — асистент кафедри політичної економії Харківського фізико-хімічно-математичного інституту. У 1933—1935 роках — викладач кафедри політичної економії Харківського державного університету. У 1935—1936 роках — завідувач кафедри політичної економії Всеукраїнського інституту державної торгівлі у Харкові. У 1936—1939 роках — викладач, доцент кафедри політичної економії Харківського планового інституту.
У 1939 році захистив кандидатську дисертацію «Чернишевський як критик буржуазної політичної економії».
У 1939—1941 роках — завідувач кафедри марксизму-ленінізму Харківського юридичного інституту.
У січні 1940—1944 роках — заступник голови виконавчого комітету Харківської обласної ради депутатів трудящих.
Під час німецько-радянської війни перебував у евакуації в містах Саратові та Москві, у 1943 році повернувся до Харкова.
У березні 1944 — квітні 1945 року — секретар Київського обласного комітету КП(б) України із пропаганди та агітації.
У 1945—1947 роках — завідувач кафедри основ марксизму-ленінізму Львівського державного університету.
У 1947—1950 роках — доцент кафедри політичної економії Київського державного університету, за сумісництвом — заступник декана економічного факультету.
З 1950 року — завідувач кафедри політичної економії Київського фінансово-економічного інституту.
Одночасно 31 серпня 1951 — 11 липня 1965 року — директор (з 1960 року — ректор) Київського фінансово-економічного інституту (потім — інституту народного господарства).
Неодноразово брав участь у роботі ООН у складі української делегації на Генеральній Асамблеї, був керівником української делегації в Європейській економічній комісії в ООН.

## Основні праці
- Критика М. Г. Чернишевським капіталізму і буржуазної політичної економії. К., 1949
- Капіталістичне відтворення і економічні кризи надвиробництва в період загальної кризи капіталізму. К., 1953
- Українська РСР: Економіко-географічна характеристика. К., 1961 (співавт.)
- Питання концентрації, спеціалізації і кооперування виробництва. К., 1964 (співавт.)
- Экономическая история капиталистических стран: Учеб. пособ. Москва, 1966 (співавт.)

## Родина
Був одружений із Макухіною-Кривень Іраїдою Петрівною (1922—2006).

## Нагороди
- ордени
- медаль «За перемогу над Німеччиною у Великій Вітчизняній війні 1941—1945 рр.»
- медаль «За доблесну працю у Великій Вітчизняній війні 1941—1945 рр.»
- медалі